# Parkovy (Jekaterinenburg)
Parkovy (Russisch: Парковый; "park") is een microdistrict in het centrum van de Russische stad Jekaterinenburg, gelegen in het district Oktjabrski. Het vormt een van de grootste woonwijken van de stad en is vooral een slaapwijk. De grenzen van het microdistrict worden gevormd door de straten (oelitsa's) Vostosjnaja, Dekabristov (onderdeel van de Siberische Trakt), Loenatsjarskogo en Tkatsjej.
De wijk werd gebouwd in de jaren 80 en 90 van de 20e eeuw als een van de grootste woonwijken van de stad. De huizen zijn zo geplaatst dat de wind geen grip kan krijgen op de beschutte binnenplaatsen ertussen. Het microdistrict is relatief compact, waarbij de uiteinden op 10 à 15 minuten loopafstand van elkaar liggen. In het microdistrict bevinden zich verschillende medische instellingen (zoals een kraamkliniek en een polikliniek) en onderwijsinstellingen. Ook het districtsbestuur van Oktjabrski zetelt in het microdistrict. Ten zuidwesten van het microdistrict ligt het Majakovskipark.
Het microdistrict wordt bediend door een aantal tramlijnen (in 2007 de lijnen 3, 6, 10, 20 en 21).